# Cantón de Lomme
El cantón de Lomme era una división administrativa francesa, que estaba situada en el departamento de Norte y la región de Norte-Paso de Calais.

## Historia
El jefe de partido de este cantón francés era la comuna de Lomme hasta el año 2000, en que dicha comuna pasó a formar parte como comuna asociada, de la comuna de Lille

## Composición
El cantón estaba formado por nueve comunas, más una fracción de la comuna que le daba su nombre:
- Beaucamps-Ligny
- Englos
- Ennetières-en-Weppes
- Erquinghem-le-Sec
- Escobecques
- Hallennes-lez-Haubourdin
- Le Maisnil
- Lille (fracción, comuna asociada de Lomme)
- Radinghem-en-Weppes
- Sequedin

## Supresión del cantón de Lomme
En aplicación del Decreto nº 2014-167 de 17 de febrero de 2014, el cantón de Lomme fue suprimido el 22 de marzo de 2015 y sus 10 comunas pasaron a formar parte; siete del nuevo cantón de Lille-6, dos de nuevo cantón de Annœullin y la fracción de la comuna que le daba su nombre se unió con las demás fracciones para que, por medio de una reestructuración cantonal, fueran creados los nuevos cantones de Lille-1, Lille-2, Lille-3, Lille-4, Lille-5 y Lille-6.